# Dirphya minor
Dirphya minor är en skalbaggsart som först beskrevs av Stefan von Breuning 1956.  Dirphya minor ingår i släktet Dirphya och familjen långhorningar.
Artens utbredningsområde är Gabon. Inga underarter finns listade i Catalogue of Life.